# 香港裔澳洲人
港籍澳洲人是祖籍香港特別行政區、先輩來自於現在的香港特別行政區或者來自1841年至1997年的英屬香港的澳洲人。許多港籍澳洲人具有澳洲和香港特區護照，或英國國民（海外）護照。

## 歷史
根據2021年澳洲文化多元普查，100,148名澳大利亞公民在香港出生，這個數字不包括來自其他地區的香港移民，以及出生在澳洲的香港移民後代。港籍澳洲人大部分屬於漢族廣東人。

## 知名人士
- 羅旭能（英语：Benjamin Law (writer)）：作家和記者
- 羅卓瑤：電影導演（出生於澳門）
- 蘇震西，AO，JP：墨爾本市第102任市長
- 張栢芝：香港著名女演員
- 葉富強：社會學家和大學教授
- 崔佳星：知名航空評論家